# Josafat Kocylovs'kyj
Josafat Kocylovs'kyj (in ucraino Йосафа́т Коцило́вський?; Pakošivka, 3 marzo 1876 – Kiev, 17 novembre 1947) fu un monaco basiliano, eparca di Przemyśl, Sambor e Sanok, morto durante la prigionia sotto il regime sovietico; papa Giovanni Paolo II ne ha riconosciuto il martirio e lo ha proclamato beato nel 2001.

## Biografia
Josafat Kocylovs'kyj nacque nel villaggio di Pakošivka, allora parte dell'Impero austro-ungarico, il 3 marzo 1876 in una famiglia contadina con antiche tradizioni sacerdotali. Suo padre, Pietro, combinando con successo l'attività di agricoltore con la partecipazione attiva alla vita politica e pubblica, fu eletto deputato al Seimas regionale di Galizia negli anni 1870. La madre, Kateryna Kosar, era figlia di un prete greco-cattolico e instillò nei suoi quattro figli una profonda religiosità, guidandoli su un cammino di servizio spirituale.

### Formazione e ministero sacerdotale
Dopo essersi diplomato alla scuola pubblica elementare di Lesko, studiò alle scuole superiori di Sanok, Sambir e Jasiel. Dal 1896 studiò presso il dipartimento di giurisprudenza dell'Università di Leopoli.
Durante gli anni di studi universitari si immerse nella vita politica e secolare dell'Ucraina. Nei programmi si diverse organizzazioni si faceva largo un'idea radicale: l'indipendenza nazionale. Alcune di queste erano l'Accademia della fratellanza, l'Accademia comunitaria, la Società Vatra e la Società del falco, della quale presto assunse la direzione. Presto la Società, in assenza di Josafat, che allora era a Praga, fu catturata dalla maggioranza moscofila e il giovane e intraprendente Josafat avviò un'organizzazione alternativa chiamata Società ucraina del falco.
Sentendosi frustrato nel tumulto civile, interruppe gli studi e nel 1900 si laureò come tenente alla scuola di artiglieria di Vienna. Venne mandato a servire nella guarnigione di Leopoli. Presto lasciò il servizio militare e, con l'assistenza dell'eparca Kostjantyn Čechovyč, iniziò gli studi filosofici e teologici a Roma. Nel 1907 ottenne un dottorato in filosofia e teologia. Imparò anche il tedesco, l'italiano, il francese e il latino.
Il 9 ottobre 1907 fu ordinato presbitero per l'eparchia di Stanislaviv a Roma. Tornato in patria divenne professore di teologia dogmatica e vice rettore del seminario teologico di Stanislaviv.
Il 2 ottobre 1911 entrò nel noviziato di Krechiv dell'Ordine basiliano di San Giosafat. Prese il nome monastico di Josafat in onore di San Giosafat Kuncewycz. Il 16 maggio 1913 emise la prima professione e il 13 giugno 1916 quella solenne.
Il progresso del nazionalismo ucraino fu interrotto dalla prima guerra mondiale. L'occupazione di Przemyśl e dell'intera regione da parte delle truppe russe fu accompagnata dal saccheggio di valori storici, tra cui la corona che, secondo la leggenda, apparteneva al re Daniele di Galizia.

### Ministero episcopale
L'8 novembre 1916 l'imperatore Francesco Giuseppe I d'Austria-Ungheria lo propose come nuovo eparca di Przemyśl, Sambor e Sanok. Il 29 gennaio 1917 il Sinodo della Chiesa greco-cattolica ucraina lo elesse eparca di Przemyśl, Sambor e Sanok. Ricevette l'ordinazione episcopale il 23 settembre successivo a Przemyśl dall'arcieparca metropolita di Leopoli degli Ucraini Andrej Szeptycki, co-consacranti l'eparca di Stanislaviv Hryhoryj Chomyšyn e il vescovo ausiliare di Križevci Dionýz Njaradi.
Fu eletto membro Consiglio nazionale della Repubblica Nazionale dell'Ucraina Occidentale e partecipò ai lavori di preparazione della sua breve Costituzione, la Legge fondamentale provvisoria.
Guidò l'eparchia fino all'avvento del dominio comunista. In particolare, nel 1943, tenne una messa per i volontari della 14. Waffen-Grenadier-Division der SS.
Durante la seconda guerra mondiale fu allontanato dalla sua eparchia. All'epoca infatti il territorio polacco era diviso in due zone di occupazione ai sensi del patto Molotov-Ribbentrop. Risiedette nel territorio controllato dall'Armata Rossa fino al 22 giugno 1941. Venne sospettato dai servizi speciali sovietici di slealtà nei confronti delle autorità sovietiche, che stabilirono una sorveglianza segreta su di lui. Durante l'occupazione delle truppe della Germania nazista, fu convocato due volte per essere interrogato dalla Gestapo. Venne minacciato di essere incarcerato in un campo di concentramento per casi identificati di ebrei salvati dai chierici greco-cattolici della sua eparchia.
Alla fine della guerra cercò valorosamente di resistere alle pressioni comuniste contro la Chiesa. Il 10 settembre 1945 mandò due inviati nelle ambasciate statunitense e britannica per dare informazioni sulla natura del trasferimento delle popolazioni e sulle molestie e violazioni dei diritti dei cittadini che avevano avuto luogo. Chiese anche assistenza.
Prevedendo il pericolo imminente del suo arresto e una successiva espulsione, lasciò una dichiarazione scritta nella quale dichiarava la sua fedeltà a Roma e il desiderio di morire per la santa Unione. Questa straordinaria dichiarazione fu scritta appena in tempo. Poco dopo infatti la polizia polacca venne da lui e gli chiese di lasciare volontariamente la sua eparchia e di andare ad est. Il vescovo imperterrito rispose con dignità: "Roma mi ha nominato vescovo qui, e solo Roma può rimuovermi da qui."

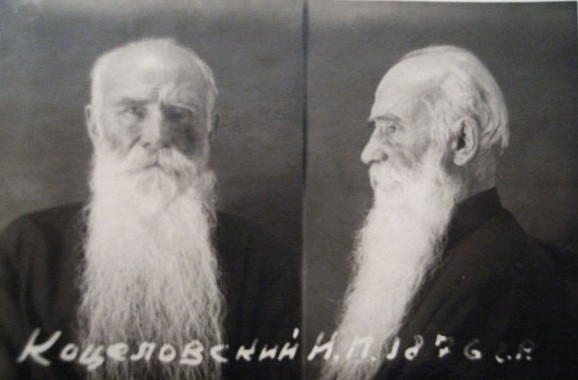
Foto segnaletica di monsignor Josafat Kocylovs'kyj.

Il 21 settembre 1945 venne arrestato e imprigionato dalle autorità polacche e successivamente trasferito alle autorità sovietiche. Venne rilasciato nel gennaio del 1946 e tornò a Przemyśl. Al vescovo Kocylovs'kyj fu richiesto di presiedere un sinodo a Leopoli e fare in modo che la Chiesa greco-cattolica ucraina si unisse alla Chiesa ortodossa russa. Quando rifiutò, fu nuovamente arrestato il 25 giugno 1946 con il vescovo Hryhorij Lakota e trasportato a Leopoli. Nel giugno del 1945, l'NKVD arrestò a Berlino anche il visitatore apostolico per gli ucraini in Germania, il prelato Peter Vergun. Anche altri chierici furono arrestati. Tuttavia, nessun vescovo accettò quella che definirono apostasia. Nel marzo del 1946, gli stalinisti accusarono i vescovi di attività ostili contro l'NKVD, cooperazione con i fascisti tedeschi e altri reati simili. Il metropolita Josyp Slipyj e il suo ausiliare Nykyta Budka furono condannati a otto anni, Mykola Čarnec'kyj a cinque anni e l'ottantenne Hryhoryj Chomyšyn a dieci anni nei campi di concentramento.
Infine, tra l'8 e il 10 marzo 1946 avvenne il processo di liquidazione ufficiale della Chiesa greco-cattolica ucraina in Galizia con un sinodo a Leopoli. Le fonti affermano:
Il primo giorno, l'8 marzo 1946, un semplice voto, senza alcuna discussione, approvò le disposizioni principali: abolire le decisioni dell'Unione di Brest dal 1596, separarsi dalla Chiesa di Roma, ritornare all'ortodossia e unirsi alla Chiesa ortodossa russa.
Nonostante questo, quasi 2/3 dei chierici non si convertirono all'ortodossia. Molti di loro furono perseguitati per questo motivo. Tuttavia, anche alcuni sacerdoti formalmente "riuniti" rimasero allo stesso tempo, con il consenso del metropolita Josyp Slipyj e di altri vescovi, segretamente fedeli a Roma.
Il vescovo Kocylovs'kyj si ammalò di polmonite e morì il 17 novembre 1947 nella prigione di Luk'janivka a Kiev.
La popolazione del villaggio di Pakošivka, sia russa sia polacca, come scrive lo scrittore Volodymyr Marčak, era orgogliosa del fatto che monsignor Kocylovs'kyj provenisse dal loro villaggio.
Dopo la morte del vescovo, i monaci locali concordarono segretamente con il personale dell'ospedale di seppellire il corpo in una tomba separata piuttosto che in una fossa comune. Successivamente, i chierici delle città di Rudky e Stryj trasferirono segretamente i resti nel cimitero Lyčakiv'skyj di Leopoli.

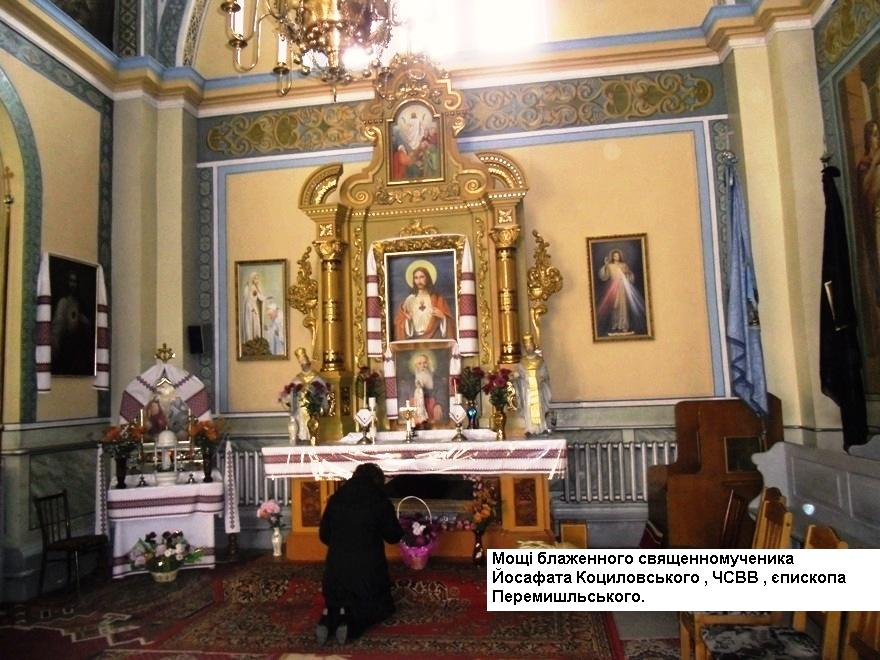
Tomba di monsignor Josafat Kocylovs'kyj presso l'altare del Sacro Cuore nella chiesa dell'Annunciazione della Beata Vergine Maria a Stryj.

Su richiesta del KGB, padre J. Kavaciv il 29 maggio 1986 trasferì le spoglie del vescovo nella tomba di famiglia nel cimitero di Uhersko, vicino a Stryj.
Il 12 agosto 2001 le spoglie di monsignor Kocylovs'kyj furono sepolte presso l'altare del Sacro Cuore nella chiesa dell'Annunciazione della Beata Vergine Maria a Stryj durante la divina liturgia presieduta dal metropolita Ljubomyr Huzar.
Un frammento delle sue reliquie si trova nella chiesa di San Basilio il Grande a Kiev.
Monsignor Kocylovs'kyj appartiene a una serie di eminenti chierici della Chiesa greco-cattolica ucraina che nella prima metà del XX secolo in momenti estremamente difficili e drammatici, guidati dal metropolita Andrej Szeptycki non solo determinarono il corso della Chiesa, ma influenzarono anche la vita socio-politica dell'Ucraina occidentale.
Il vescovo Kocylovs'kyj condivise il tragico destino degli ucraini originari delle terre di Lemkivščyna, Bojkivščina Occidentale, Nadsjannja e della zona di Chełm che furono espulsi dalle terre ancestrali tra il 1944 e il 1951 anche con operazioni di pulizia etnica. Tale processo prese il nome di Operazione Vistola.
Nell'ottobre del 2015 un tribunale ucraino lo riabilitò ufficialmente.

## Beatificazione
Il 23 aprile 2001 la plenaria dei membri della Congregazione delle cause dei santi approvò il decreto riguardante il suo martirio.
Venne beatificato il 27 giugno 2001 durante una cerimonia tenutasi all'ippodromo di Leopoli e presieduta da papa Giovanni Paolo II.
Il suo elogio si legge nel Martirologio romano al 17 novembre.

## Genealogia episcopale
La genealogia episcopale è:
- Patriarca Geremia II Tranos
- Arcivescovo Michal Rahoza
- Arcivescovo Hipacy Pociej
- Arcivescovo Iosif Rucki
- Arcivescovo Antin Selava
- Arcivescovo Havryil Kolenda
- Arcivescovo Kyprian Žochovs'kyj
- Arcivescovo Lev Zaleski
- Arcivescovo Jurij Vynnyc'kyj
- Arcivescovo Luka Lev Kiszka
- Vescovo György Bizánczy
- Vescovo Inocențiu Micu-Klein, O.S.B.M.
- Vescovo Mihály Emánuel Olsavszky, O.S.B.M.
- Vescovo Vasilije Božičković, O.S.B.M.
- Vescovo Grigore Maior, O.S.B.M.
- Vescovo Ioan Bob
- Vescovo Samuel Vulcan
- Vescovo Ioan Lemeni
- Arcivescovo Spyrydon Lytvynovyč
- Arcivescovo Josyf Sembratowicz
- Cardinale Sylwester Sembratowicz
- Arcivescovo Julian Kuiłovskyi
- Arcivescovo Andrej Szeptycki, O.S.B.M.
- Vescovo Josafat Kocylovs'kyj